# Aichi D1A
Айти D1A (яп. 九四式艦上爆撃機, палубный бомбардировщик, тип 94/96) — японский палубный пикирующий бомбардировщик времён японо-китайской и Второй мировой войн. Разрабатывался компанией Aichi. Кодовое название по классификации союзников — «Сьюзи» (англ. Susie).

## История проекта

### Знакомство японцев с пикирующими бомбардировщиками
Технику бомбометания с пикирования в 1926 году одними из первых в мире применили лётчики ВВС США, когда палубные морские истребители Curtiss F6C Hawk на высоте 760 м переходили в пикирование под углом 45 градусов, а на высоте 120 м сбрасывали бомбы. Через год на больших военно-морских учениях лётчики продемонстрировали эту технику в присутствии иностранных военных атташе. Если Западная Европа скептически восприняла подобную технику (за исключением Германии, внедрившей подобную методику для пилотов бомбардировщиков Junkers Ju 87), то Япония внимательно изучила результаты доклада и стала заниматься внедрением американских методов производства авиатехники, а заодно и тактики бомбометания с пикирования.
В 1929 году в США прибыл морской офицер Дзюньитиро Нагахата из Морского технического института города Йокосука, известного как «Йокосо». Нагахата стремился изучить технологические приёмы производства авиатехники в США, а также заодно ознакомиться с разрабатываемыми проектами морских пикирующих бомбардировщиков. За несколько месяцев он получил сведения о проектах бомбардировщиков Martin XT5M-1, Vought O2U и Curtiss F8C Helldiver, причём больше всего японцы интересовались последним. Американцы использовали специальную трапецию, которая не позволяла бомбе попасть в винт при сбросе с пикирования. После возвращения Нагахата доложил о результатах поездки и настоял о включении разработки морского пикирующего бомбардировщика в техническое задание спецификации «6-Shi», которую разработали в начале 1931 года. В спецификации проект получил обозначение «Специальный бомбардировщик».

### Первые испытания и неудачи
Руководителем проекта был назначен тот же Нагахата, а Морской технический институт стал к тому моменту Морским арсеналом Кусо. Детальным проектированием стал конструктор фирмы «Накадзима» Роёдзо Ямамото. Проект бомбардировщика подвергся сразу же первым изменениям: в экипаж, помимо пилота, решили включить и стрелка. Первый прототип был построен в ноябре 1932 года, а через месяц — второй. Испытания на пикировании состоялись 26 ноября 1932, однако закончились трагедией из-за ошибки конструктора. Шеф-пилот фирмы «Накадзима» Цунэо Фудзимаки не смог вывести самолёт из пике и врезался в землю, погибнув на месте. По свидетельствам очевидцев, пилот несколько раз безуспешно пытался выйти из пике, «поднимая нос». Второй прототип из-за плохой управляемости и устойчивости проходил испытания, но вскоре проект закрыли.
Попытки вернуться к проекту предпринимались Нагахатой и Ямамото в декабре 1932 года, создав новую улучшенную версию по программе «7-Shi», построив в 1933 году ещё один прототип под названием N-35, но и его отвергли флотом. Вскоре флот вернулся к проекту в новой спецификации «8-Shi», но предложил провести конкурс. Участие принимала компания Aichi, но фаворитами считались Nakajima и 1-й арсенал флота в Йокосуке, которые должны были добиться какого-нибудь успеха. Нагахата и Ямамото разработали новый проект «Специального бомбардировщика» под внутрифирменным обозначением RZ, построив два прототипа в 1934 году. Прототип Aichi стал известен как D1A, а прототип Nakajima — D2N, но название это дали уже после конкурса. Испытания в итоге Nakajima и 1-й арсенал провалили, поскольку устойчивость самолёта оказалась очень плохой (всего были созданы прототипы D2N1, D2N2 и D2N3 как модификация одного из них), а вот Aichi прибегли к помощи немецкого конструктора Эрнста Хейнкеля и добились успеха.

### Совместная немецко-японская разработка
За помощью к компании Heinkel Нагахата и Ямамото обратились в 1931 году через своего посредника Тэцуо Микэ, наблюдая за неудачами конкурентов. Хейнкель, по удачному совпадению, завершил разработку самолёта Heinkel He 50, который предусматривал бомбардировку с пикирования, и чтобы скрыть секретные военные разработки Германии, не нарушая условий Версальского мирного договора, запрещавших подобное, предложил под предлогом поставки по иностранному контракту помощь японцам. Первый прототип носил имя He.50a и использовался для нужд Германии, а второй прототип He.50b строился по японскому заказу. В 1932 году был заключён контракт (ещё перед конкурсом) с Heinkel, и первый образец прибыл уже в начале 1933 года в Японию. Вариант немецкого пикировщика под экспортным обозначением He.66 имел звездообразный двигатель Bristol Jupiter VI мощностью 490 л. с. и производился по лицензии под именем Siemens & Halske Sh 22 (SAM 22). Винт был четырёхлопастный деревянный, фиксированного шага.
Японские инженеры решили улучшить конструкцию и создали проект AB-9, руководителями которого стали Токуитиро Гомэи и Ёсимити Кобаяси. После проведения ряда модификаций детище Aichi AB-9 было представлено на конкурс под названием «экспериментальный специальный бомбардировщик 8-Shi» без намёков на его предназначение. Конкурс AB-9 уверенно выиграл и был принят на вооружение под названием Aichi D1A1 с классификацией «палубный бомбардировщик, тип 94» (ранее в классификацию добавляли «лёгкий»). Производство самолёта развернулось на заводе Aichi в городе Нагоя, где были выпущены 162 таких бомбардировщика (первые 118 с двигателем воздушного охлаждения Kotobuki 2, последние 44 с двигателем Kotobuki 3, мощностью 710 л. с.).
В 1935 году Гомэи создал ещё один вариант D1A2: первый опытный образец был готов осенью 1936 года, на испытаниях проверялись скорость и скороподъёмность. Новая версия получила классификацию «палубный бомбардировщик, тип 96». Производство шло сначала параллельно с первой версией, затем вторая модель сменила первую на конвейере в январе 1937 года. В 1938 году предложили проект AB-11 с убирающимся шасси, но от него отказались в пользу более современного пикирующего моноплана. Производство продолжалось до 1940 года, пока его не сменил Aichi D3A, известный как «Вэл». Всего было собрано 428 таких самолётов: рекорд на то время по количеству самолётов-пикировщиков одного типа.

## Описание

### 6-Shi
Оригинальный бомбардировщик представлял собой одномоторный биплан необычной конструкции: нижнее крыло было изогнуто в форме обратной чайки и вынесено вперёд по отношению к верхнему. Японцы хотели сохранить центр тяжести самолёта во время ввода и вывода в пикирование, однако это решение оказалось довольно неудачным и привело к трагедии на первых же испытаниях на пикировании. У нового варианта, подготовленного для конкурса, крылья были больше по размерам, система стоек была изменена.

### He.50b
В проекте, созданном при помощи немецких инженеров, двигатель Siemens & Halske Sh 22 заменили на японский Nakajima Kotobuki 2 Kai-1 с мощностью 585 л. с., а деревянный четырёхлопастной винт на металлический двухлопастной постоянного шага диаметром 2740 мм. Также были доработаны шасси для использования с авианосцев, убрано хвостовое колесо и заменено костылём и т. д. Трапеция была качающегося вида (к тому моменту она ставилась уже на все пикирующие бомбардировщики в мире).

### D1A1
Принятый на вооружение образец Aichi D1A1 представлял собой цельнометаллический биплан с полотняной обшивкой, вооружённый двумя 7,7-мм синхронными пулемётами Vickers-E. С 1937 года было налажено производство пулемётов по лицензии как Тип 97 (сухопутная авиация ещё с 1929 года производила копии пулемётов под обозначением «Тип 89 фиксированный»). В задней кабине размещался турельный пулемёт Тип 92 (лицензионный Lewis Mk III). Бомбовая нагрузка была представлена двумя 30-килограммовыми бомбами под крыльями и одной 250-килограммовой бомбой на трапеции.
Бомбардировщик мог проводить бомбометание с пикирования под углом до 60 градусов, но тормозных решёток, механизированных закрылков или торможения двигателем не было предусмотрено, поэтому атака требовала особого мастерства от пилота и повышенного внимания, чтобы не превысить случайно допустимую скорость.

### D1A2
Новая версия пикировщика имела более мощный 9-цилиндровый двигатель воздушного охлаждения Nakajima Hikari-1 со взлётной мощностью 820 л. с., закрытый круглым дюралевым капотом типа NACA. У колёс шасси были обтекатели, крыло было немного больше обычного.

## Служба
Пикирующие бомбардировщики D1A стали первой крупносерийной машиной в истории компании Aichi, а самолёт стал основой палубных бомбардировщиков флота. Впервые он заступил на учебно-боевой кокутай (подразделение авиации) «Татэяма», где лётный персонал оттачивал технику пилотирования и атаки на новом классе машин. Тренировки шли сначала на сухопутных аэродромах, а затем особо отличившихся переводили на авианосец. В ходе длительных тренировок отрабатывалась до мелочей тактика ударов по небольшим движущимся целям, и в качестве мишени для пикировщиков служил линкор «Сэтцу». Первым известным японским асом-пикировщиком стал Такасиге Эгудза, участвовавший в нападении на Пёрл-Харбор. Летом 1936 года первые пикировщики D1A прибыли на авианосцы «Рюдзё» и «Хосё» (одна эскадрилья проходила испытания на обоих авианосцах), в 1937 году по 16 пикировщиков вошли в состав авиагрупп тяжёлых авианосцев «Акаги» и «Кага».
В бой бомбардировщики D1A вступили летом 1937 года после начала японо-китайской войны. В июле японский флот подтянул все свои силы: 7 августа в город Шуцуйши прибыли 12-й и 13-й смешанные кокутаи, в которых было по шесть пикировщиков D1A1 и D1A2; 16 августа к китайскому побережью подошли авианосцы «Хосё» и «Рейдзё» (по 12 пикировщиков) и «Кага» с 14 пикировщиками; в марте 1938 года к операциям подключился новейший авианосец «Сорю» с 18 пикировщиками. Самолёты работали вплоть до начала 1938 года очень активно, штурмуя позиции под Кантоном и Нанкином и избегая потерь в боях с китайскими истребителями. Весной 1938 года в Китай начали поставляться советская авиатехника и отправляться лётчики-добровольцы, что привело к первым потерям у японцев.
18 апреля 1938 года авианосная группа с «Кага» под Кантоном во главе со старшим лейтенантом Нисихарой бомбила позиции китайцев: группу пикировщиков сопровождали по три истребителя A5M и A4N. На перехват пошли 11 истребителей Gloster Gladiator из 5-й истребительной группы и ещё 18 «Гладиаторов» из 28-й и 29-й истребительных групп. Завязалась «собачья свалка»: в ходе боёв Ли Южун и Хуан Куаньцин атаковали группу из 9 пикировщиков, работавших по аэродрому Тиенхо, и сбили один бомбардировщик. Пилоты 28-й группы капитан Луи «Клиффорд» Цзинь Кюн и ведомые лейтенанты У Боцзюнь и Чэнь Юйшэн спикировали на группу бомбардировщиков: один пикировщик был сбит, при атаке второго у капитана «Гладиатора» заклинили пулемёты. Пилот сбитого пикировщика главный старшина Танака сумел посадить самолёт и вместе со своим стрелком отстреливался из турельного пулемёта от китайцев больше часа. В той атаке были сбиты два пикировщика японцев, два тяжело повреждены, ещё три истребителя были потеряны. Подобные случаи в целом происходили не так часто, поскольку пилоты пикировщиков были подготовлены для боя против истребителей противника даже при подавляющем численном превосходстве противника.
К концу 1938 года линия фронта в Китае отодвинулась очень далеко от побережья, и у пикировщиков работы почти не осталось: в 1939 году их вывели из 12-го и 13-го кокутаев, оставив на «Акаги» и «Сорю», но в 1940 году и эти корабли были перевооружены новыми Aichi D3A. К концу 1940 года все самолёты были переданы в учебные части, но американцы считали, что старые бипланы всё ещё состоят на вооружении японских палубных авиагрупп, и присвоили им кодовое имя «Сьюзи». С декабря 1941 до конца 1943 года самолёты числились в учебно-боевых кокутаях «Уса», «Ивакуни», «Саэки» и «Татэяма».

## Характеристики
Технические характеристики
- Экипаж: 2 человека
- Длина: 9,3 м
- Размах крыла: 11,4 м
- Высота: 3,41 м
- Площадь крыла: 34,7 м²
- Масса пустого: 1516 кг
- Нормальная взлётная масса: 2500 кг
- Силовая установка: 1 × 9-цилиндровый радиальный Nakajima Hikari 1
- Мощность двигателей: 1 × 730 л.с. (1 × 545 кВт)

Лётные характеристики
- Максимальная скорость: 310 км/ч
- Практическая дальность: 930 км
- Практический потолок: 6800 м
- Скороподъёмность: 385 м/мин

Вооружение
- Стрелково-пушечное: два 7,7-мм синхронных пулемёта Тип 97, один 7,7-мм пулемёт Тип 92 на подвижной установке
- Бомбы: одна 250-кг бомба и две 30-кг бомбы